# Henric Borgström
Nils Henric Christian Ulf Borgström, född 4 juli 1942 i Borgholm, död 10 februari 2025 i Lunds domkyrkodistrikt, son till advokaten Nils-Erik Borgström och Henny Krabbe, var en svensk ekonomijournalist.
Borgström började skriva i Lidingö Tidning 1958 med Jacob Forsell som fotograf och därefter i olika landsortstidningar. Han gjorde sin värnplikt på Försvarsstabens pressavdelning. Fil. kand. i ekonomiska ämnen och statskunskap vid Lunds universitet. Vikarierande lektor i företagsekonomi hösten 1969 på Finnvedsskolan Värnamo. 
1971 arbetade Borgström först på Östra Småland i Kalmar, dessförinnan tidningens vikarie i Borgholm sommaren 1961 och Västernorrlands Allehanda 1960, ekonomijournalist vid Dagens Nyheter 1972–1980. Mellan 1980 och 1985 arbetade han vid Rapport-TV 2. Han grundade 1985 Ekonomi-Ekot och var dess chef till 1987, då han blev Sveriges Radios korrespondent vid EG i Bryssel till 1989 samt tidningen Affärsvärldens europakorrespondent i Paris till 1991. Borgström arbetade därefter som reporter på Ekonomi-Ekot i Stockholm 1991–1997, som Dagens Industris korrespondent i södra Sverige 1998–2001 och vid Sveriges Radio i Malmö 2001–2007 med bland annat aktieprogrammen i Ekonomiska klubben samt Pengar i P1.  
Han var föreläsare i ekonomijournalistik på Journalisthögskolan i Stockholm 1976–1987.
Under några år var han utbildare/föreläsare vid utbildningar för VD:ar och högre chefer i sydsvenskt näringsliv i regi av MIL och EFL vid Lunds Universitet tillsammans med advokaten Peter Danowsky, informationscheferna Sven Bergqvist, Sydkraft och Anders Zackrés, Astra-Draco.
Henric Borgström var ekonomikrönikör i Norrköpings Tidningar, Kristianstadsbladet, Ystads Allehanda, Trelleborgs Allehanda under ett par årtionden fram till 2014. Vidare skrev han börskrönika varje vecka i landsortstidningar, däribland  Ölandsbladet, Lysekilsposten, Skånska Dagbladet, Jönköpings-Posten. 
Borgström var Norden-korrespondent i Forum för ekonomi och teknik, Helsingfors, som utgavs av de finlandssvenska civilekonom- och civilingenjörsförbunden fram till nedläggningen årsskiftet 2021/22. Under drygt fyra årtionden från 1978 skribent i Hufvudstadsbladet i Helsingfors, från 2010 Swedish Press (tidskrift) i Vancouver, senare i Ottawa. Under åren 1988–2011 hade han en fristående kolumn på Sydsvenskans ledarsida, ekonomikrönika i Smålandsposten 2005-2011.
Han var anlitad som debattledare i samhällsämnen och föreläsare om "Gåtorna kring Ivar Kreuger", "Finanskriser förr och nu", ”Därför tror jag inte på prognoser” samt "Ett journalistliv – kantat av kriser".
Borgström var tillsammans med Martin Haag författare till biografin Gyllenhammar, utgiven på Bonniers 1988, översatt till danska, norska och finska.
Henric Borgström var gift med Cecilia Gyllenkrok Borgström, född Tamm, tidigare kommunikationsdirektör på Region Skåne. Han är gravsatt på Lidingö kyrkogård.